# Séché Environnement
Séché Environnement ist ein französisches Entsorgungsunternehmen mit Sitz in Changé (Mayenne).
Das Unternehmen betreibt Sortieranlagen für Haushalts- und Industriemüll sowie Anlagen zur Aufbereitung von Sondermüll. Darüber hinaus verfügt Séché über Deponien zur Endlagerung und Anlagen zur Behandlung von gefährlichen und nicht-gefährlichen Abfällen. Weiterhin betreibt Séché Biogasanlagen, Müllverbrennungsanlagen und Anlagen zur Verwertung von Refuse Derived Fuel und bietet Dienstleistungen in den Bereichen der Abfall- und Abwasserentsorgung an.
Séché Environnement wurde 1985 durch Joël Séché gegründet. Das Unternehmen begann nach seiner Gründung mit dem Aufbau einer Abfallbehandlungsanlage in Changé. Im Jahr 1997 eröffnete Séché eine zusätzliche Sortieranlage in Changé und vollzog einen Börsengang. Eine Ausweitung des Geschäfts fand 2001 durch die Übernahme des Unternehmens Alcor von der  Caisse des Dépôts statt, wodurch mehrere Abfallbehandlungsanlagen für nicht-gefährlichen Abfälle in den Konzern kamen. Im April 2007 beteiligte sich Séché mit 33 % an einem Konsortium zur Übernahme des Wasserwirtschaftsunternehmens Saur. Diese Beteiligung endete 2013 mit der Übernahme des finanziell angeschlagenen Unternehmens Saur durch die Gläubigerbanken.